# (32290) 2000 QH5
2000 QH5 (asteroide 32290) é um asteroide da cintura principal. Possui uma excentricidade de 0.12702390 e uma inclinação de 12.88050º.
Este asteroide foi descoberto no dia 24 de agosto de 2000 por LINEAR em Socorro.